# Сертан штата Пернамбуку (мезорегион)

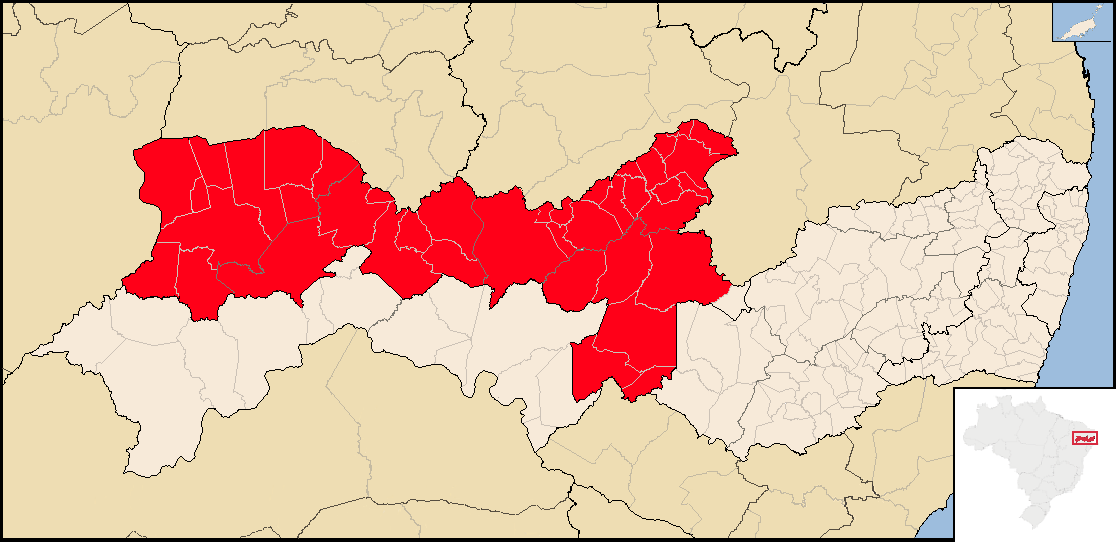
Сертан штата Пернамбуку на карте.

Сертан штата Пернамбуку (порт. Mesorregião do Sertão Pernambucano) — административно-статистический мезорегион в Бразилии. Входит в штат Пернамбуку.Население составляет 996 830 человек (на 2010 год). Площадь — 37 896,314 км². Плотность населения — 26,30 чел./км².

## Демография
Согласно сведениям, собранным в ходе переписи 2010 г. Национальным институтом географии и статистики (IBGE), население мезорегиона составляет:
| Полное население                            | Полное население                            | Полное население                            | Полное население                            | 996 830 |
| ------------------------------------------- | ------------------------------------------- | ------------------------------------------- | ------------------------------------------- | ------- |
| в том числе:                                | Городское население                         | 590 850                                     | Процент городского населения, %             | 59,27   |
|                                             | Сельское население                          | 405 980                                     | Процент сельского населения, %              | 40,73   |
|                                             | Мужское население                           | 488 927                                     | Процент мужского населения, %               | 49,05   |
|                                             | Женское население                           | 507 903                                     | Процент женского населения, %               | 50,95   |
| Плотность населения, чел/км²                | Плотность населения, чел/км²                | Плотность населения, чел/км²                | Плотность населения, чел/км²                | 26,30   |
| Население мезорегиона в % к населению штата | Население мезорегиона в % к населению штата | Население мезорегиона в % к населению штата | Население мезорегиона в % к населению штата | 11,33   |

## Состав мезорегиона
В мезорегион входят следующие микрорегионы:
1. Пажеу
2. Арарипина
3. Салгейру
4. Сертан-ду-Мошото
5. Вали-ду-Пажеу